# Josemar Machaísse
Josemar Tiago Machaísse (ur. 7 sierpnia 1987 w Maputo) – mozambicki piłkarz grający na pozycji pomocnika. W swojej karierze rozegrał 47 meczów i strzelił 6 goli w reprezentacji Mozambiku.

## Kariera klubowa
Swoją karierę piłkarską Machaísse rozpoczął w klubie Grupo Desportivo de Maputo. W sezonie 2006 zadebiutował w jego barwach w pierwszej lidze mozambickiej. W debiutanckim sezonie wywalczył z nim dublet - mistrzostwo i Puchar Mozambiku. W sezonach 2007 i 2009 został z nim wicemistrzem Mozambiku. W latach 2010–2011 był graczem CD Costa do Sol. W 2012 roku został piłkarzem CD Maxaquene, z którym został mistrzem kraju. W połowie roku odszedł do Liga Muçulmana. W 2012 zdobył z nim Puchar Mozambiku, a w 2013 wywalczył mistrzostwo Mozambiku. W latach 2014–2015 występował w angolskim Onze Bravos, z którym w sezonie 2015 sięgnął po Puchar Angoli. W 2016 znów grał CD Costa do Sol, a w 2017 znów w Onze Bravos. W latach 2018–2019 był zawodnikiem Ferroviário Nampula, w którym zakończył karierę.

## Kariera reprezentacyjna
W reprezentacji Mozambiku Machaísse zadebiutował 21 maja 2008 w przegranym 2:3 towarzyskim meczu z Lesotho, rozegranym w Matoli. W 2010 roku został powołany do kadry na Puchar Narodów Afryki 2010, na którym rozegrał dwa mecze grupowe: z Egiptem (0:2) i z Nigerią (0:3). Od 2008 do 2015 wystąpił w kadrze narodowej 47 razy i strzelił 6 goli.